# Висоцький (хмарочос)
Висоцький (Антей 3) — хмарочос в Єкатеринбурзі, Росія. Висота 53-поверхового будинку становить 188,3 метра і він є найпівнічнішим хмарочосом світу, Turning Torso в Мальме, Швеція знаходиться на один градус південніше. Будівництво було розпочато в 2005. Відкритий 25 листопада 2011 року. 
В хмарочосі розташовані офіси, ресторан, бар та готель. Хмарочос Антей 3 є частиною комплексу Антей, котрий складається з двох хмарочосів та торговельно-розважального центру.